# Celluloid Gurus
De Celluloid Gurus is een dj/vj-duo uit Sittard dat aanvankelijk, vanaf september 2004, voor vele jaren bestond uit Joep Indemans en Ron Koerts. Sinds Indemans' vertrek in 2011 zet Koerts de Celluloid Gurus onder dezelfde naam maar met een nieuwe compagnon voort.
Celluloid Gurus maakt gebruik van 8 mm-projectoren voor het tonen van beeldmateriaal op meerdere grote schermen. Dit beeldmateriaal beslaat de periode 1920-1985 en bestaat voor een groot gedeelte uit retro-erotisch materiaal.
Daarnaast wordt ook obscuur B-filmmateriaal getoond in de genres horror en sciencefiction. De beelden worden live ondersteund door de dj die de beelden voorziet van een bijpassende soundtrack. Het gaat hierbij om porno-soundtracks, surf, boogaloo, sixtiespunk en hammondgrooves. De Celluloid Gurus hebben hiervoor de term "sleazy listening" in het leven geroepen.

## Optredens
De Celluloid Gurus verzorgden shows op onder meer Lowlands (2005) en Dance Valley en als support van Green Hornet, zZz en The Skidmarks. In 2006 werden enkele optredens afgelast door de organisatie wegens naar verluidt een reeks klachten over de erotische inhoud van de videobeelden.